# Khang Hi tự điển
Khang Hi tự điển (Hán văn giản thể: 康熙字典; Hán văn phồn thể: 康熙字典; bính âm: Kangxi zidian) là một bộ tự điển chữ Hán có tầm ảnh hưởng lớn, do một nhóm học giả đời Hoàng đế Khang Hi (4 tháng 5 năm 1654 - 20 tháng 12 năm 1722), đứng đầu là Trương Ngọc Thư (張玉書) và Trần Đình Kính (陳廷敬) biên soạn. Công tác thu thập và được bắt đầu vào năm Hoàng đế Khang Hi thứ 19, hoàn thành năm Khang Hi thứ 25 (1716).
Sau 6 năm, "Khang Hi tự điển" ra đời, phân làm 12 tập theo Thập nhị địa chi, trong đó mỗi tập lại được chia ra 3 quyển Thượng, Trung, Hạ, dựa vào vận mẫu, thanh điệu và âm tiết mà phân loại, cả thảy có 47.035 chữ. Cuốn tự điển này được coi là một trong những công cụ tra cứu đắc dụng trong việc nghiên cứu Hán Nôm nói riêng, Hanja, Kanji, chữ Hán hay Hán học nói chung của các học giả quan tâm đến lãnh vực này trên toàn thế giới.
Ngoài hai nhân vật chủ biên là Trương Ngọc Thư và Trần Đình Kính, còn có những người tiêu biểu sau: Sử Quỳ, Ngô Thế Đạo, Mại Kinh, Lưu Nham, Chu Khởi Vị, Tưởng Đình Tích, Uông Long, Lệ Đình Nghi, Trương Dật Thiếu, Triệu Hùng Chiếu, Đồ Thiên Tướng, Vương Vân Cẩm, Giả Quốc Duy, Lưu Hạo, Mai Chi Hành, Trần Chương, Trần Bang Ngạn, Vương Cảnh Tằng, Lăng Thiệu Văn (史夔、吳世燾、萬經、劉巗、周起渭、蔣廷錫、汪漋、勵廷儀、張逸少、趙熊詔、涂天相、王雲錦、賈國維、劉灝、梅之珩、陳璋、陳邦彥、王景曾、淩紹雯). Riêng hai trường hợp Ngô Thế Đạo (吳世燾) và Lăng Thiệu Văn (淩紹雯) có sách chép là Trần Thế Nho (陈世儒) và Lăng Thiệu Tiêu (凌绍霄).

## Đặc điểm
Khang Hi tự điển dựa vào hai quyển sách đời nhà Minh là Tự Hối (字汇) và Chính Tự Thông (正字通), hiệu đính và bổ sung. Để làm công tác hiệu đính, các học giả đã phải miệt mài lao động và tiến hành một quá trình gọi là "Biện nghi đính ngoa" (辨疑订讹) rất vất vả và công phu. Bộ Khang Hi Tự Điển ra đời năm 1716 liệt kê 47.035 chữ, trong đó có 4000 chữ thông dụng, 2000 tên họ, và 30,000 chữ không dùng vào đâu.
Theo đánh giá của giới nghiên cứu thì Khang Hi tự điển có ba ưu điểm sau:
- Số lượng chữ rất lớn
- Phân loại dựa 214 bộ thủ, có đầy đủ phiên thiết, xuất xứ, tham khảo, phân biệt rõ ràng, tiện lợi việc kiểm duyệt so sánh.
- Chú giải kỹ lưỡng, phần nhiều đều lấy từ những nét nghĩa nguyên thủy từ cổ thư.

## Các đính bản của Khang Hi tự điển
Các đính bản của cuốn từ điển Khang Hi có rất nhiều, gồm Khang Hi Nội Phủ, là một loại đính bản dùng trong nội bộ triều đình, được trang sức rất đẹp đẽ và sang trọng, thường không thể thấy được ở trong dân gian. Ngoài ra trong số di cảo hiện nay người ta còn thấy những bản khắc gỗ, đá, chì và thậm chí là ảnh ấn. Ấn bản được coi là có số lượng lớn nhất và phổ biến nhất là ấn bản khắc đá cuối đời Thanh do Đồng Văn Thư Cục (Thượng Hải) ấn hành. Tính từ sau khi ra đời, cuốn từ điển này có tới 100 phiên bản, tựu trung có thể giản thuật như sau:
a. Bản 42 quyển, còn gọi bản Vũ Anh Điện (武英殿本), chia làm 12 quyển theo địa chi, mỗi tập ba quyển Thượng, Trung, Hạ.
b. Bản 42 quyển hay còn gọi là bản Vũ Anh Điện Đạo Quang, do Vương Dẫn Chi (王引之, người đọc là Vương Thấn Chi) tu đính.
c. Bản 43 quyển, còn gọi là bản Vũ Anh Điện năm Khang Hi thứ 55 có khảo chứng.
d. Bản Đạo Quang Điện có khảo chứng và khảo dị sửa chữa.
e. Bản Đạo Quang Điện chỉnh lý, đặc biệt có cả hai loại tự thể tân cựu.
f. Bản Khang Hi tự điển Thông Giải (康熙字典通解).
g. Bản Khang Hi giản thể của Nhà xuất bản Đại học sư phạm Bắc Kinh xuất bản năm 1997.
h. Bản Chú âm đối chiếu Trung Quốc Đương Án Trân tàng bản, Nhà xuất bản Trung Quốc Đương Án (中国档案出版社, Hồ sơ di sản Trung Quốc) xuất bản 2002.
i. Bản Khang Hi tự điển của Trung Hoa Thư cục xuất bản năm 2004.
k. Bản Khang Hi tự điển của Nhà xuất bản Trung Châu cổ tịch (中州古籍出版社) xuất bản năm 2006.
l. Bản Khang Hi tu đính xuất bản năm do Nhà xuất bản Văn hiến Khoa học Xã hội xuất bản (社会科学文献出版社) năm 2008.

## Ấn bản điện tử của Khang Hi tự điển
- Tự điển Khang Hi Đồng Văn Thượng Hải (do Cty TNHH Kỹ thuật số Đồng Văn sáng chế), Nhà xuất bản Điện tử Vạn Phương - Bắc Kinh năm 2000
- Tự điển điện tử Đài Loan Hán Trân
- Tự điển điện tử Bắc Kinh Trung Dịch